# DeForest (Wisconsin)
DeForest ist eine Gemeinde (mit dem Status „Village“) im Dane County im US-amerikanischen Bundesstaat Wisconsin. Das U.S. Census Bureau ermittelte bei der Volkszählung 2020 eine Einwohnerzahl von 10.811.
DeForest ist Bestandteil der Metropolregion Madison.

## Geografie
DeForest liegt im mittleren Süden Wisconsins, im nördlichen Vorortbereich von dessen Hauptstadt Madison. Der am Mississippi gelegene Schnittpunkt der drei Bundesstaaten Wisconsin, Iowa und Illinois liegt 165 km südwestlich.
Die geografischen Koordinaten von DeForest sind 43°14′45″ nördlicher Breite und 89°20′45″ westlicher Länge. Das Gemeindegebiet erstreckt sich über eine Fläche von 19,4 km². Das Gemeindegebiet ist zweigeteilt. Im größeren nördlichen Teil befinden sich die meisten Wohngebiete, während im durch den gemeindefreien Ort Windsor getrennten Süden überwiegend Gewerbegebiete liegen.
Das Zentrum von Madison liegt 25,4 km südsüdwestlich. Weitere Nachbarorte sind Arlington (14 km nördlich), Sun Prairie (16,8 km südöstlich), Waunakee (14,8 km südwestlich) und Dane (13,8 km westlich). 
Die nächstgelegenen Großstädte sind Green Bay (206 km nordöstlich), Milwaukee (132 km östlich), Chicago (241 km südöstlich) und Rockford (127 km südlich).

## Verkehr
Entlang des westlichen Ortsrandes verlaufen auf einem gemeinsamen Streckenabschnitt die Interstate Highways 39 und 90. Der U.S. Highway 51 bildet die östliche Ortsgrenze. Durch das südliche Gewerbegebiet führt in West-Ost-Richtung der Wisconsin State Highway 19. Alle weiteren Straßen sind untergeordnete Landstraßen, teils unbefestigte Fahrwege sowie innerörtliche Verbindungsstraßen.
In Nord-Süd-Richtung verläuft eine Eisenbahnstrecke der Canadian Pacific Railway durch DeForest. Der einzige Personenzug der Region ist der von Chicago zur Westküste verkehrende Empire Builder von Amtrak, der in Madison hält.
Der nächste Flughafen ist der Dane County Regional Airport in Madison (18,4 km südlich).

## Bildung
Der DeForest Area Schuldistrikt besteht aus:
- DeForest Area High School
- DeForest Area Middle School
- Eagle Point Elementary School
- Morrisonville Elementary School
- Windsor Elementary School
- Yahara Elementary School
- Holum Center Half Day Kindergarten

## Bevölkerung
Nach der Volkszählung im Jahr 2010 lebten in DeForest 8936 Menschen in 3400 Haushalten. Die Bevölkerungsdichte betrug 460,6 Einwohner pro Quadratkilometer. In den 3400 Haushalten lebten statistisch je 2,63 Personen. 
Ethnisch betrachtet setzte sich die Bevölkerung zusammen aus 93,3 Prozent Weißen, 2,1 Prozent Afroamerikanern, 0,3 Prozent amerikanischen Ureinwohnern, 1,5 Prozent Asiaten sowie 1,2 Prozent aus anderen ethnischen Gruppen; 1,6 Prozent stammten von zwei oder mehr Ethnien ab. Unabhängig von der ethnischen Zugehörigkeit waren 3,6 Prozent der Bevölkerung spanischer oder lateinamerikanischer Abstammung. 
29,0 Prozent der Bevölkerung waren unter 18 Jahre alt, 62,3 Prozent waren zwischen 18 und 64 und 8,7 Prozent waren 65 Jahre oder älter. 51,6 Prozent der Bevölkerung war weiblich.
Das mittlere jährliche Einkommen eines Haushalts lag bei 66.673 USD. Das Pro-Kopf-Einkommen betrug 29.625 USD. 2,5 Prozent der Einwohner lebten unterhalb der Armutsgrenze.

### Persönlichkeiten
- Jackie Hering, geboren als Jacqueline Arendt (* 1985 in DeForest), Triathletin und Ironman-Siegerin